# Kuchyně Konžské demokratické republiky

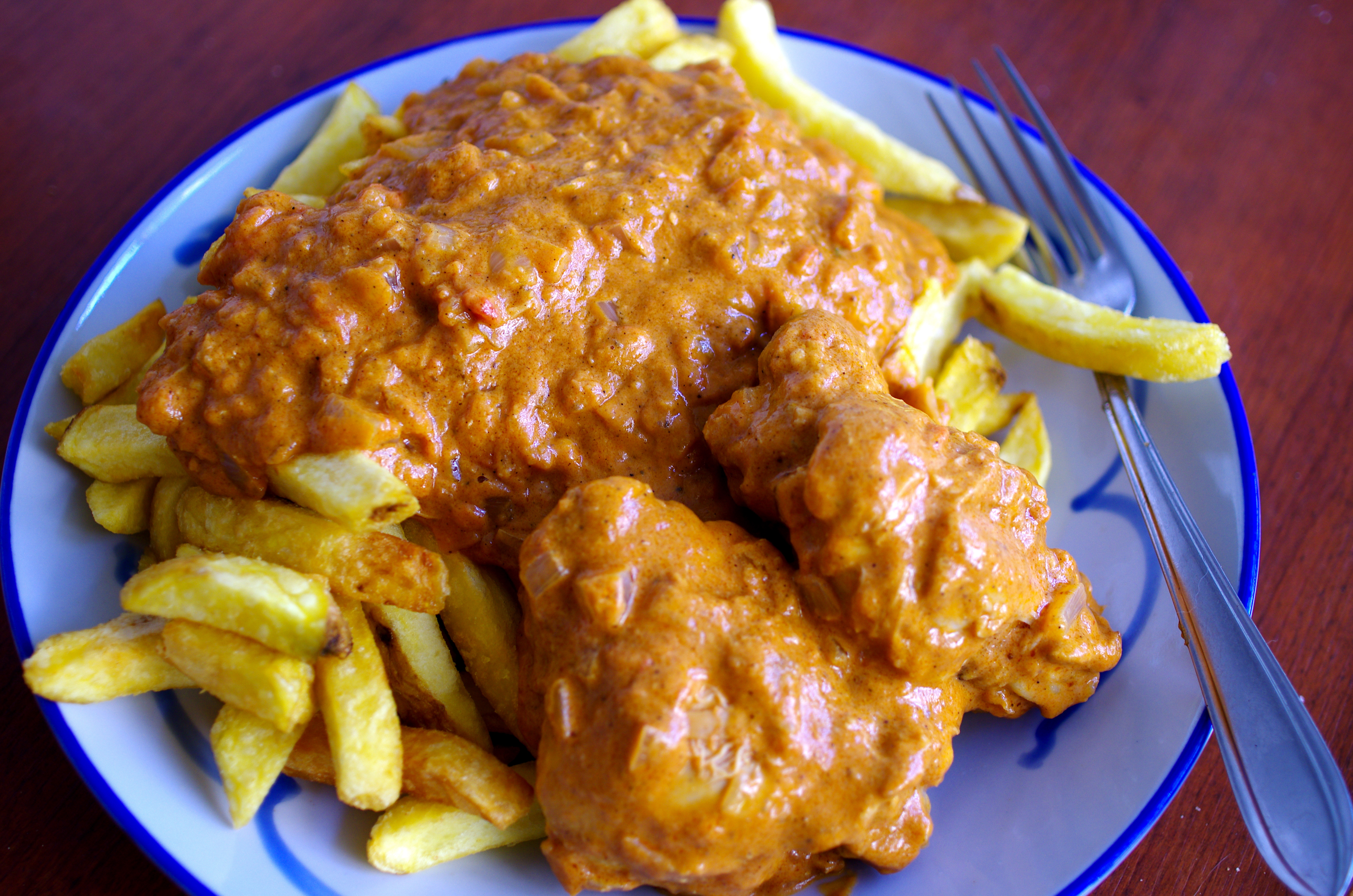
Kuře moambe s hranolky

Kuchyně Konžské demokratické republiky (Kongo-Kinshasa) je podobná kuchyni Konga-Brazzaville. Byla ovlivněna čínskou, arabskou, italskou, francouzskou, belgickou, indickou a jihoafrickou kuchyní. Nejčastější forma úpravy je dušení.

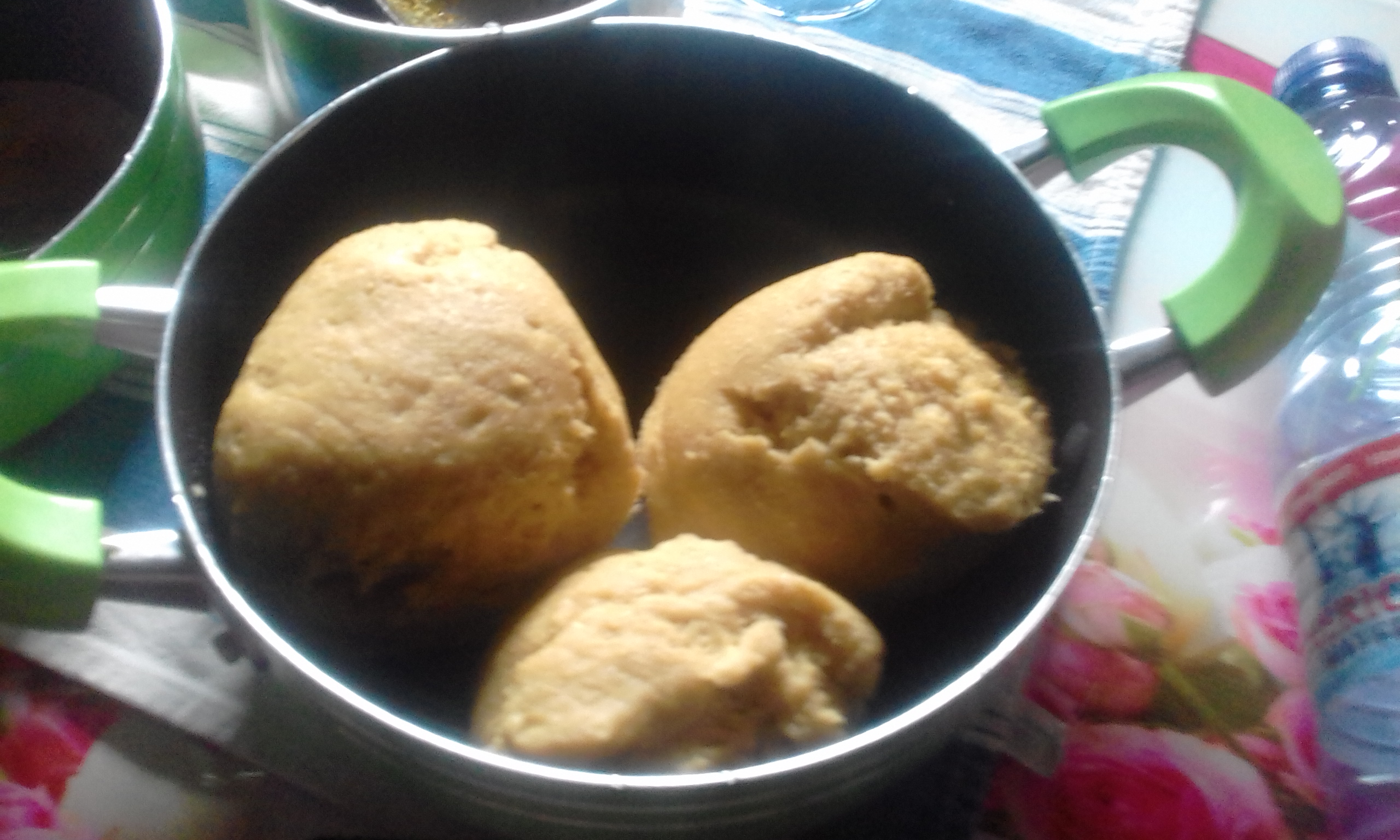
Fufu, na obrázku tomto obrázku je fufu z DRK, z kukuřično-maniokové mouky

## Příklady konžských pokrmů
- Moambe, národní jídlo DRK, pokrm z kuřecího masa, cibule, arašídů a případně i dalších ingrediencí
- Chikwanga, pokrm z manioku a banánovníkových listů
- Fufu, lepkavá placka nevýrazné chuti, používá se jako příloha
- Pili pili, druh chilli omáčky
- Satori, filé z tilapie smažené s plantainy, dýňovými semínky a česnekem
- Saka saka, pokrm z namletých listů manioku
- Maboke, ryba vařená v listech marantu
- Vungule, pokrm podávaný ve věznicích v DRK. Jedná se o směs kukuřice a fazolí.[4]
- Palmové víno
- White elephant (v překladu bílý slon) je alkoholický nápoj, místní specialita. Skládá se z rumu, kokosu a mléka.[1][2]